# Поезд в 31 декабря (фильм)
«Поезд в 31 декабря» — украинский комедийный фильм 2024 года режиссёра Олега Борщевского и сценаристов Николая Куцика, Ярослава Стеня, Богдана Гациляка и Кирилла Тимченко. По сюжету поездка поездом в новогоднюю ночь объединяет главных героев кинокомедии. Фильм разрабатывается кинокомпанией Film UA Group, а будет распространяться — Film. UA Distribution.
25 декабря 2024 года в Киеве состоялся допремьерный показ и автограф-сессия, где присутствовало около 1000 гостей (включая актёров фильма). Премьера в Украине запланирована на 1 января 2025 года .
Саундтреком стала композиция «укр. Чекає вдома» от YAKTAK и «Зима» от Klavdia Petrivna.  

## Сюжет
В сюжете фильма герои отправляются во Львов, 31 декабря. Ранее пассажиры Укрзализныци были незнакомцами, но, как ни странно, именно поезд может сплотить абсолютно чужих людей всего за несколько часов, особенно в ночь перед Новым годом, когда случаются настоящие чудеса.

## В ролях
- Юрий Горбунов — работник вагона-ресторана Петрович
- Станислав Боклан — проводник Николай Иванович
- Екатерина Кузнецова — Тамара Петриненко
- Артемий Егоров — Алексей Петриненко
- Лилия Ребрик — работница вагона-ресторана Павловна
- Андрей Исаенко — Андрей
- Дмитрий Павко — Олег
- Владислав Никитюк — Максим
- Алина Коваленко — Леся
- Лилия Цвеликова — Ирина
- Владимир Николаенко — Игорь
- Анастасия Иванюк — Соломия
- Анна Кузина — Ольга
- Борис Джонсон — сам себя
- Михаил Хома — машинист Михайлович
- Леся Никитюк — Яна

## Съёмочная группа
- Режиссёр-постановщик: Олег Борщевский
- Сценаристы: Николай Куцик, Ярослав Стень, Богдан Гациляк, Кирилл Тимченко
- Оператор-постановщик: Юрий Король
- Супервизор: Ирина Костюк
- Продюсеры: Юрий Горбунов, Зоя Сошенко
- Исполнительная продюсер: Екатерина Швец
- Линейный продюсер: Александр Безверхий
- Художник-постановщик: Максим Димитренко
- Художница по костюмам: Екатерина Витвицкая
- Художница по гриму: Оксана Тищенко
- Кастинг-директор: Елена Прилипко
- Композитор: Александр Чёрный